# Eddie Hill (Rennfahrer)

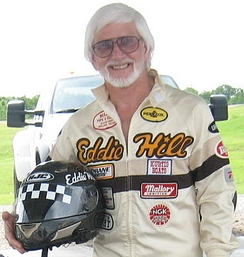
Eddie Hill am Hallett Motor Raceway (2008)

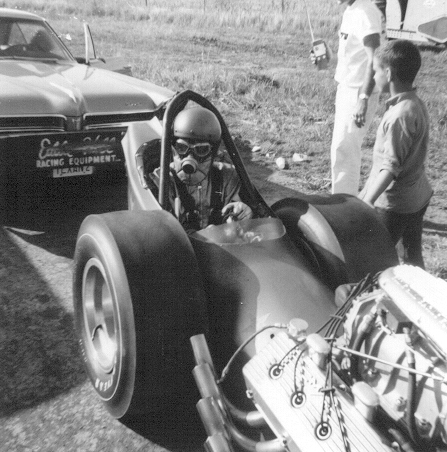
Hill in seinem Front-Engine-TF-Dragster, Wichita Falls (1966)

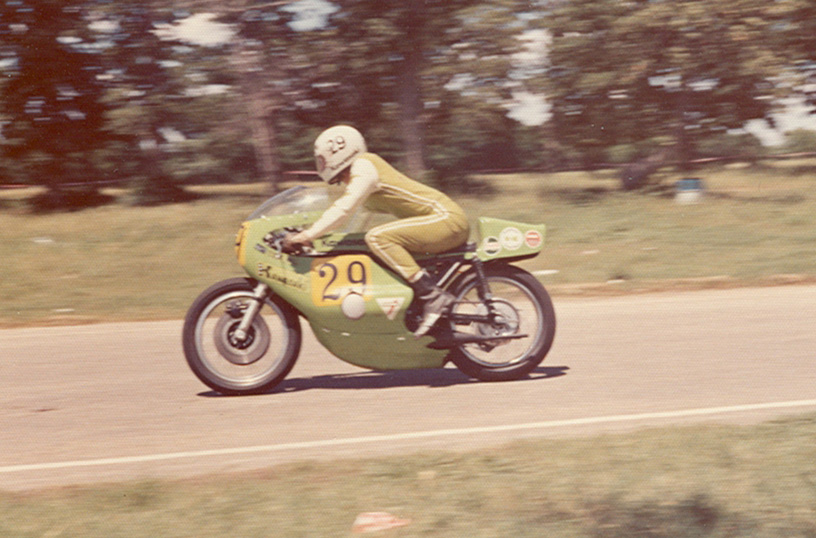
Eddie Hill, während seiner Zeit als Motorradrennfahrer, Green Valley (1973)

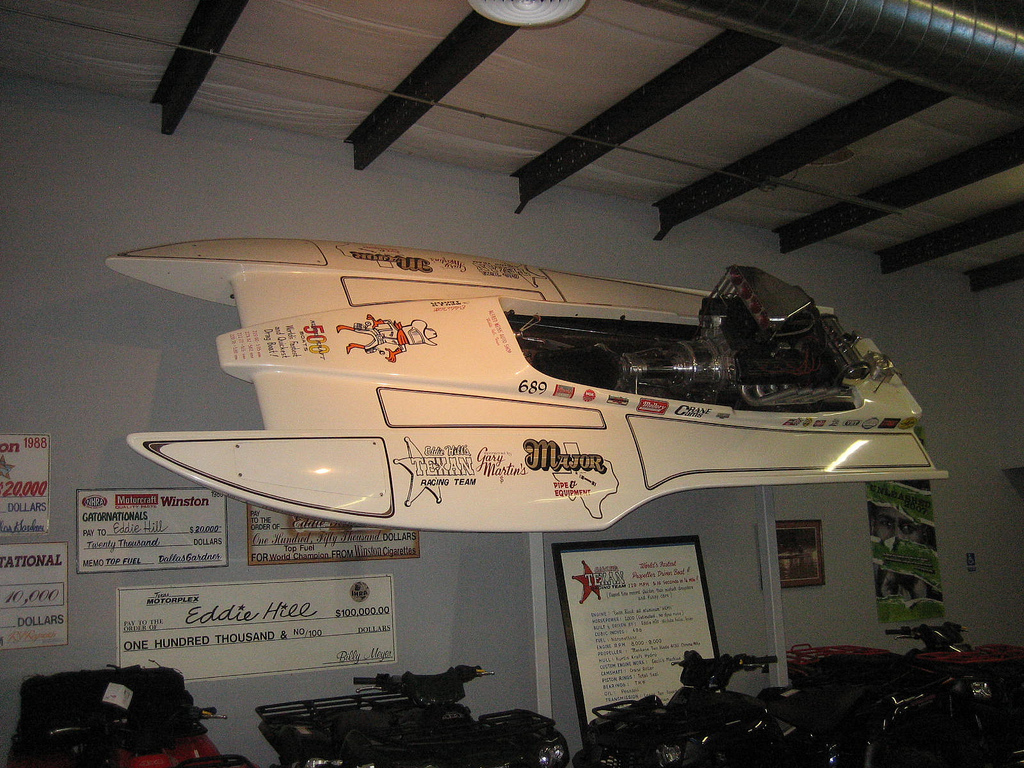
Eddie Hills Top Fuel Hydro, ausgestellt in seinem Shop in Wichita Falls (2008). Er fuhr mit diesem Boot die Viertelmeile mit 367 km/h, und stand zehn Jahre lang im Guinness-Buch der Rekorde als schnellstes Propellerboot der Welt.

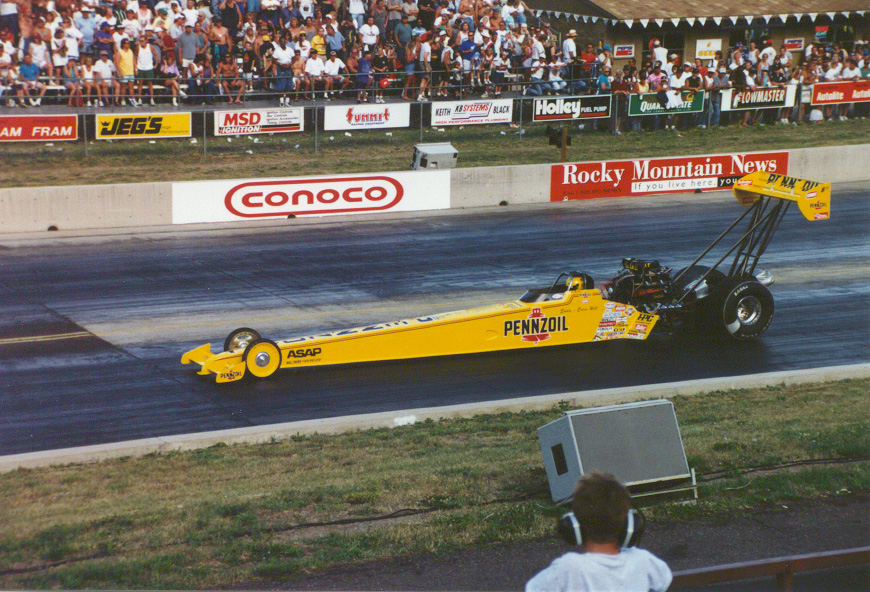
Eddie Hill im Nuclear Banana Top Fuel Dragster (circa1996)

Eddie „the Thrill“ Hill (* 6. März 1936 in Long View, Texas) ist ein ehemaliger US-amerikanischer Rennfahrer, Konstrukteur und Teambesitzer, der in den Disziplinen Drag Racing, Motorradsport und Drag Boat Racing antrat.
Hill war der erste Dragster-Pilot, der in der Klasse Top Fuel die „Vier-Sekunden-Schallmauer“ durchbrach (9. April 1988 in Houston, 4,990 s) 1982 erreichte er bei einem Drag-Boot-Rennen in der Klasse Top Fuel Hydro eine Geschwindigkeit von 229 mph (368,5 km/h). Dieser Wert brachte ihm einen Platz im Guinness-Buch der Rekorde und bestand 10 Jahre. 1993 gewann er die NHRA-Meisterschaft (was im internationalen Drag Racing einem Weltmeistertitel gleichkommt). Seit 2001 ist er in der „Top-50-Fahrer-Liste“ der NHRA als 14. platziert, 2002 wurde er in die Motorsports Hall of Fame of America aufgenommen. Er ist der einzige Rennfahrer in der Geschichte, der gleichzeitig den Höchstgeschwindigkeitsrekord in der Klasse Top Fuel zu Land und zu Wasser hielt.

## Leben
Nach seinem Abschluss an der Longview High School schloss Hill 1957 sein Studium der Industrietechnik an der Texas A&M University ab. Neben dem Sport eröffnete er Eddie Hill’s Fun Cycles in Wichita Falls, Texas, heute der älteste Honda- und Kawasaki-Händler des Bundesstaates. Hill ist seit 1984 mit Ercie Hill verheiratet, das Paar hat eine Tochter und einen Sohn.

## Sportliche Karriere

### Anfänge
Im Jahr 1947 gewann Hill als 11-Jähriger die Tri-State-Motor-Scooter-Flat-Track-Meisterschaft in Shreveport, Louisiana.

### 1955 bis 1966: Beschleunigungsrennen
Ab 1955 begann Eddie Hill an Beschleunigungsrennen teilzunehmen. Sein erstes Rennen bestritt (und gewann er) in mit einem selbst aufgebauten Hot Rod in Karnack, Texas. 1958 baute er sich einen zweiten Dragster aus Teilen auf, die er während seiner Tätigkeit als Vertriebsingenieur in einer Gießerei in Wichita Falls, Texas, mit Erlaubnis seines Arbeitgeber zusammengesammelt hatte. In dieser Saison stellte er mit diesem Fahrzeug einen texanischen e.t.-Record (9,93 s) auf. 1959 gewann Hill die Staatsmeisterschaft mit einer Zeit von 9,25 s bei 259 km/h. In diesem Jahr gewann er auch seinen ersten Major Title bei einem Rennen in der Kategorie Hot Gas, ausgetragen von der American Hot Rod Association (AHRA) in Great Bend, Kansas. 1960 stellte Hill mit 262,39 km/h einen neuen B/Gas-Dragster-Rekord auf, woraufhin er seinen Job kündigte, um Vollzeit-Dragracer zu werden. Im Laufe dieses Jahres stellte er mit 8,84 s eine neue Bestmarke in der Klasse A/Gas auf und brach mit 259,57 km/h den Geschwindigkeitsrekord in dieser Klasse.
Für seinen nächsten Dragster brauchte Hill ein knappes Jahr: vier Monate für Planung und Konstruktion und sieben Monate für den Bau. Dieses Fahrzeug mit dem Namen „Double Dragon“ hatte einen Radstand von 92 Zoll (234 cm) und zwei nebeneinander liegende Pontiac-Motoren mit je einem Kompressor, jeder Motor hatte sein eigenes Getriebe, Kupplung und Antriebswelle. Versuchsweise verwendete er zur Steigerung der Traktion Zwillings-Slicks an der Hinterachse. 1962, zwei Jahre nachdem Chris Karamesines erstmals (inoffiziell) mit Nitromethan einem Topspeed von 200 mph (321,9 km/h) erreicht hatte und zwei Jahre bevor Don Garlits den ersten offiziellen 200-mph-Lauf (ebenfalls mit Nitro) absolvierte, gelang Eddie Hill in Hobbs, New Mexico, ein Lauf mit 202,70 mph (326,21 km/h).
1963 baute Eddie Hill seinen ersten Top-Fuel-Dragster mit einem Pontiac-Motor. Im selben Jahr stand er auch kurz vor der Fertigstellung eines ultraleichten Dragsters mit Düsentriebwerk, als die NHRA alle Flugzeugantriebe verbot. Er baute noch zwei weitere Top-Fuel-Dragster mit Hemi-Motoren, bevor er 1966 in Green Valley Race City einen fatalen Motorbrand hatte. Nachdem bereits zwei Monate vorher „Double Dragon“ bei einem Unfall komplett zerstört worden war, belastete dieser neuerliche Ausfall seine Finanzen und seine Drag-Race-Ambitionen extrem. In der Folge zog er sich aus dem Automobil-Rennzirkus zurück.

### 1966 bis 1973: Motorradrennen
Nachdem Hill beschlossen hatte, die Drag-Racing-Karriere zu beenden, eröffnete er 1966 unter dem Namen Eddie Hill’s Fun Cycles ein Motorradgeschäft in Wichita Falls. Dieses Geschäft besteht noch immer (Stand 2025) und ist damit der älteste Honda- und Kawasaki-Händler in Texas. Das Leben als reiner Geschäftsmann brachte Hill nicht die erwartete Erfüllung, und bald beschloss er wieder Rennen zu fahren. Er baute ein eigenes Motorrad auf und begann mit 30 Jahren mit dem Motorradsport. Er nahm in zahlreichen Kategorien an Wettbewerben teil: Motocross, Drag-Bike-Racing, Hare Scramble (einer Gelände-Disziplin), Endurorennen, Straßenrennen und Short Track. Als Hill 1971 an einem Rennen in Daytona teilnahm, fuhr er in seiner ersten Runde 243 km/h (151 mph), und war damit schneller als der damalige Triumph-Werksfahrer Gary Nixon. Hill gewann 1972 die texanische Straßenmeisterschaft und errang in seiner Motorradkarriere über 100 Pokale.

### 1974 bis 1984: Drag Boat Racing
1974 nahm Hill in Austin, Texas, an seinem ersten Drag Boat Racing teil. Er hielt die Piloten für „verrückt“, nachdem er gesehen hatte, wie einer der Fahrer nach einem Unfall aus seinem Boot geschleudert worden war. Etwa einen Monat später gab Hill den Motorradrennsport auf und fuhr stattdessen Drag-Boot-Rennen, obwohl er nicht schwimmen konnte. „Nachdem ich mit dem Boot das erste Mal auf dem Wasser war, war das Thema Motorrad für mich abgeschlossen“, erinnerte sich Hill. „Die Kraft, die Geschwindigkeit und die Beschleunigung – all das hatte ich vermisst, seit ich mit dem Drag Racing aufgehört hatte.“ Er begann mit einem Hydroplane ohne Kompressoraufladung und gewann gleich sein erstes Rennen. In seinem dritten Rennen stellte er für seine Klasse einen neuen Topsped-Rekord auf. 1975 brach er mit 137,46 mph (221,22 km/h) den bestehenden Geschwindigkeitsrekord der SDBA (Southern Drag Boat Association) auf. Ein Jahr später wechselte er in die nitrobetriebene Kategorie Top Fuel Hydro und stellte mit 276,50 km/h (171,81 mph) einen neuen SDBA-Rekord auf. Er war der Top-Scorer der SDBA und gewann die „World Fuel & Gas championship“ der NDBA (National Drag Boat Association). 1977 verteidigte er seine Titel in beiden Serien und stellte mit 274,31 km/h (170,45 mph) einen neuen NDBA-Rekord auf.
Von 1978 bis 1984 trat Hill mit einem komplett weiß lackierten, kompressorgeladenen Top Fuel Hydro an. In diesem Zeitraum gewann er 55 von 103 Rennen. Hill wurde vier Mal ADBA-Champion (American Drag Boat Association) und war fünf Jahre in Folge der beste Punktejäger der SDBA. 1982 erreichte Hill mit seinem TF-Boot bei einem NDBA-Rennen in Chowchilla, Kalifornien eine Geschwindigkeit von 229,00 mph (368,54 km/h) und stellte damit einen neuen Weltrekord im Quartermile-Dragboat-Racing auf. Dieser Rekord wurde ins Guinness-Buch der Rekorde eingetragen und zehn Jahre lang nicht gebrochen. In diesem Jahr stellte Hill auch Geschwindigkeitsrekorde in der SDBA (220,76 mph (355,28 km/h)), der ADBA (215,82 mph (347,33 km/h)) und der International Hot Boat Association (IHBA) (212,78 mph (342,44 km/h)) auf. Er war der einzige Rennfahrer, der in allen vier Verbänden gleichzeitig Rekorde hielt.
Hill gewann die NDBA Nationals viermal, darunter dreimal in Folge von 1982 bis 1984. 1983 und 1984 gewann Hill außerdem die World Series of Drag Boat Racing. Diese Serie umfasst jeweils zwei Rennen bei jedem der vier großen Drag-Boat-Verbände. Zwischen 1983 und 1984 gewann er 17 Rennen und erreichte 29 von 34 möglichen Finalrunden. Bei einem Rennen auf dem Firebird Lake in Chandler, Arizona fuhr er eine Zeit von 5,16 s. Diese Zeit war schneller als Gary Becks NHRA-Top-Fuel-Dragster-Rekord von 5,39 s. Damit wurde erstmals in der Geschichte der Viertelmeilen-Weltrekord auf dem Wasser und nicht auf Asphalt erzielt.
Im Oktober 1984 beendete Eddie Hill seine Drag-Boat-Karriere nach einem Unfall bei 217 mph (349 km/h). Er erlitt dabei sieben Knochenbrüche, eine Gehirnerschütterung und Augenverletzungen. Er verbrachte fünf Tage im Krankenhaus und benötigte über ein Jahr bis zur vollständigen Genesung.

### 1985 bis 1999: Comeback at the Track
1985 entschloss sich Eddie Hill auf den Dragstrip zurückzukehren. Er kaufte Dan Pastorinis Top-Fuel-Dragster und barg den Motor seines Drag Boats vom Grund des Firebird Lake in Arizona. Nach anfänglichen Problemen, die ihn fast zum Rückzug bewogen hatten, konnte er, – auch mit der Hilfe seiner Kollegen im Fahrerlager – bei Mile High Nationals 1986 in die letzte Runde des Wettbewerbs einziehen, verlor aber den Lauf, als er nach dem Burnout den Rückwärtsgang nicht einlegen konnte. 1987 wurde Hill bei den Chief Auto Parts Nationals Zweiter, und stellte mit 285,98 mph (460,24 km/h) einen neuen NHRA-Rekord auf. Damit war er der erste Fahrer, der gleichzeitig den Drag-Racing-Speedrecord zu Land und zu Wasser über die Viertelmeile hielt.
Hill errang den ersten seiner 13 NHRA-Erfolge, als er 1988 Joe Amato im Finale der Mac Tools Gator Nationals 1988 besiegte. Amato und Hill trafen in dieser Saison in vier Finalrunden aufeinander, von denen Hill drei für sich entschied. Am 9. April 1988 fuhr er bei den IHRA Texas Nationals in Ennis, Texas, mit 4,990 s erstmals eine Zeit unter fünf Sekunden. Sechs Monate später, am 9. Oktober 1988, erreichte Hill bei den NHRA Super Nationals in Houston eine ET von 4,936 s. Hill stellte den Rekord als ältester Top-Fuel-Champion auf, als er 1993 mit 57 Jahren die Gesamtwertung der NHRA gewann.
Hill gewann in diesem Jahr sechs von sieben NHRA-Events und insgesamt 15 Veranstaltungen – ein neuer Rekord. Zwischen 1987 und 1995 platzierte sich Hill mit einer Ausnahme immer unter den Top 10 in der Top-Fuel-Wertung. Zwischen 1994 und 1999 gewann Hill seine letzten beiden Veranstaltungen (bei sieben Finalteilnahmen). Mit seinem Sieg bei den Mile High Nationals 1996 stellte er mit 60 Jahren den Rekord als ältester Top-Fuel-Event-Sieger auf. 1999 beendete er seine Karriere.

## Sonstiges

### Die „Eddie-Hill-Regel“
1997 qualifizierte sich Hill für ein Rennen in Sonoma, Kalifornien, als an seinem Dragster nach der Ziellinie starke Vibrationen auftraten. Das Auto geriet außer Kontrolle, crashte und wurde vollständig zerstört. Hill erlitt zwei gebrochene Zehen und eine Schulterprellung, was jedoch nicht als schwerwiegende Verletzungen eingestuft wurde. Das Resultat des formal gültigen Laufs setzte Hill auf den Platz des Top-Qualifyers, und er wollte am Tag nach dem Unfall in der ersten Runde mit seinem Ersatzauto antreten. Da eine Regel der NHRA vorschrieb, dass das im Qualifying verwendete Auto auch bei der Veranstaltung eingesetzt werden muss, erlaubte ihm die Rennleitung die Teilnahme nicht. Diese Regel wurde nach der Veranstaltung geändert, um Fahrern die Teilnahme am Renntag zu ermöglichen, auch wenn sie nicht dasselbe Auto verwenden, sie ist allgemein unter der Bezeichnung the-Eddie-Hill-Rule bekannt.

### Technische Innovationen
1958 war Hill der erste Fahrer, der kleinere Vorderreifen bei einem Dragster verwendete. Im Jahr 1960 war er der erste, der seine Hinterreifen durch einen Burn-out erhitzte. Hill führte den aerodynamischen Frontflügel bei Dragstern ein und benutzte als einer der Ersten Kohlefiltermasken zur Sicherheit der Fahrer.

### Fanbase
Eddie Hill zählt wegen seiner offenen und zugänglichen Art zu den beliebtesten Dragsterfahrern der USA. Im Jahr 1988 wurde Hill von den Zeitschriften Car Craft, Hot Rod Magazine und der International Hot Rod Association zur Person of the Year gewählt. Die Leser der Zeitschrift Car Craft wählten ihn zum Top Fuel Driver of the Year, nachdem er 1993 die Meisterschaft gewonnen hatte. Er nahm noch im Mai 2022 (im Alter von 86 Jahren) mit seinem Ariel Atom an Rennen in der Open-Wheel-Klasse auf dem Hallett Motor Racing Circuit in Oklahoma teil.

### Persönliche Bestzeiten

#### Top Fuel Dragster
- Career-best Elapsed Time: 4,535 s, 5. Februar 1999 (Pomona, CA)
- Career-best MPH: 322,19 mph (518,51 km/h), 23. Mai 1999 (Englishtown, NJ)

#### Drag Boat
- Hill beendete seine Karriere mit 101 Läufen über 200 Meilen pro Stunde und dem NDBA-Geschwindigkeitsrekord von 229,00 mph (368,54 km/h), der 10 Jahre lang im Guinness-Buch der Rekorde als schnellstes Propellerboot der Welt verzeichnet war.[16]
- Er fuhr eine Zeit von 5,16 s.[3] Diese Zeit war schneller als der NHRA Top Fuel Dragster-Rekord von 5,39 s. Damit wurde erstmals in der Geschichte der absolute Viertelmeilen-Weltrekord auf dem Wasser und nicht auf Asphalt erzielt.[3][7]